# Cagiva T4
Le Cagiva T4 sono delle motociclette tuttoterreno della Cagiva prodotta nella cilindrate di 350 cm³ e 500 cm³ con motori a quattro tempi, le quali riprendono il progetto della Cagiva Ala Rossa 350, debitamente aggiornato con l'adozione della testata a 4 valvole (anziché 2 come in precedenza).

## 350
Moto con motore a quattro tempi da 350 cm³, testata monoalbero 4 valvole, prodotta dal 1987 al 1991.
Questa moto è disponibile in due versioni "E" (Enduro), "R" (Racing) più la "M" (Militare), nel complesso le moto sono molto simili, le uniche differenze le si hanno a livello della ciclistica, dove nella versione "R" si ha un ammortizzatore posteriore pluriregolabile (precarico freno in estensione e compressione), mentre nella versione "E" non si ha la regolazione del freno compressione, inoltre vi è un'altra differenza per quanto riguarda l'avviamento, che nella versione "R" è solo del tipo a pedale, mentre nella versione "E" è sia a pedale che elettrico.
Altre differenze sono che la 'R' monta un carburatore Dell'Orto con pompa di ripresa al posto del Bing a depressione della 'È e il disco del freno anteriore flottante su supporto in lega leggera. Come optional si poteva avere il monoammortizzatore posteriore della Ohlins al posto di quello di base in comune tra le due versioni.
Il modello militare è sostanzialmente simile alla versione "E", con la differenza di colorazioni richieste dai vari corpi e di particolari piccole modifiche per l'alloggiamento della radio, rinforzi al telaio o piccole protezioni agli organi meccanici. La versione militare "T4" è stato adottato o sperimentato dalle forze armate di molti Paesi, tra i quali Francia, Italia, Cile, Brasile, Regno Unito, Stati Uniti, Danimarca e Svizzera; per quest'ultimo Paese, dotato di marmitta catalitica. Il battesimo del fuoco per la "350 T4" è avvenuto durante la guerra del Golfo, al seguito delle forze armate francesi. In ambito sportivo, il 350 R nel 1988 e nel 1989 fu campione italiano enduro (classe 350 4t) con Franco Gualdi, confermando una grande competitività nei confronti della concorrenza giapponese di pari cilindrata (Yamaha TT 350 in primis).

## 500
La 500 venne prodotta dal 1987 al 1990 ha lo stesso telaio e ciclistica e ben poche differenze dalla sorella minore 350 cm³, da cui prende anche il motore che subisce però una maggiorazione a 450 cm³ circa, grazie all'aumento dell'alesaggio da 82 a 94 mm.